# Kree
Kree é uma raça do universo Marvel.

## Raças
Krees azuis, krees rosados (recentemente muitos dos Krees rosados submeteram-se a transformação e se tornaram azuis).

## Estrutura Política
Os Krees vivem uma ditadura militar regida por um computador orgânico, a "Inteligência Suprema" - um cérebro gigantesco que agrega as maiores mentes militares do povo kree.
A soberania da Inteligência Suprema foi posta em xeque quando a dinastia regente de Hala, a Casa Fiyero, passou a almejar o controle do império. A dinastia Fiyero conseguiu amealhar controle suficiente para tornar muitos oficiais foras-da-lei e dominar a Inteligência Suprema. Seu paradeiro e sua condição eram desconhecidos até a Onda de Aniquilação; após este evento, ela foi encontrada à beira da morte por Ronan, o Acusador, que se viu forçado a destruí-la para livrá-la do sofrimento. Ronan então declarou-se Imperador do que havia restado do Império Kree.

## Poderes
Os krees possuem tecnologia de camuflagem. Sendo uma sociedade militar, têm uma classe de soldados de elite chamados Acusadores, que atua como sistema judiciário e reúne combatentes superqualificados. Tais Acusadores são normalmente acompanhados, ou precedidos, por robôs vigilantes que mantêm os mundos krees sob controle. Tantos os Acusadores quanto os vigilantes não devem ser vistos como ameaças menores: para derrotá-los seria preciso inúmeros membros da Tropa Nova.

## Inimigos Principais
Skrulls, Humanos e Shi'ars.

## História
Os Krees são uma raça humanoide, criadora de um vasto império reunindo cerca de mil mundos da Grande Nuvem de Magalhães.
Originalmente de pele azulada, os krees iniciaram seu império há cerca de um milhão de anos, aproximadamente cem anos depois do seu império ter o primeiro contato com seus inimigos interestelares, os skrulls. Estes na época tentavam forjar um império galáctico com base no livre comércio, e pousaram em Hala para oferecer aos bárbaros nativos a oportunidade de avançarem até um ponto em que pudessem se unir ao seu sistema.
Descobrindo que Hala contava com duas formas de vida igualmente inteligentes - os humanoides krees e os vegetais Cotatis -, os skrulls propuseram um teste para determinar qual raça era mais dotada de méritos. Os krees perderam. Enfurecidos, seus delegados assassinaram os skrulls e os cotatis e tomaram posse da nave estelar skrull e de sua tecnologia avançada.
Depois de dominar toda a tecnologia, os krees lançaram um ataque ao Império de seus benfeitores e arremessaram os pacíficos skrulls em um conflito que já dura milhares de anos e persiste até os dias de hoje.

## Outras Mídias

### Televisão
- Os Kree aparecem em um flashback do episódio "Inhumans Saga: Beware the Hidden Land" da série animada Quarteto Fantástico. Assim como nos quadrinhos, os Kree estavam por trás da criação dos Inumanos.
- Os Kree aparecem na série animada X-Men de 1992. Eles apareceram durante o último episódio da adaptação do arco de história A Saga da Fênix Negra, quando Lilandra consultou dois outros impérios, os Kree (que têm a Inteligência Suprema representando-os) e os Skrull (que têm a Rainha Skrull sem nome representando-os) no resultado final do julgamento de Jean Grey.

- Os Kree aparecem na série animada do Surfista Prateado. No episódio "O Planeta of Dr. Moreaux", os Kree escravizaram o Surfista Prateado e o fizeram trabalhar ao lado de Pip, o Troll, até que eles se revoltassem e escapassem. No episódio "The Forever War", Adam Warlock é visto lutando contra os Kree em uma anomalia espacial quando a Inteligência Suprema envia o Surfista Prateado para pegá-lo. Se houvesse uma segunda temporada, um episódio chamado "Rebirth" teria o Surfista Prateado tentando parar a Guerra Kree-Skrull.
- Os Kree, mais precisamente, Ronan, O Acusador e a Inteligência Suprema, aparecem no episódio "Trial by Fire" de Fantastic Four: World's Greatest Heroes. De acordo com Ronan, os Kree enviaram vigilantes robóticos que foram atacadas por Johnny Storm sem provocação. É então originalmente implícito que eles estavam simplesmente tentando entrar em contato e se ofenderam, com Ronan explicando que eles atacam seus vigilante como um ataque ao império. Mais tarde, no entanto, Ronan também afirma que "os Kree não fazem contato. Os Kree conquistam!" depois que Johnny é condenado à morte. Ainda assim, Johnny mais tarde protege uma criança Kree que é ameaçada por um leão robótico destinado a cumprir a sentença. O público de Kree então discorda da decisão e a Inteligência Suprema concorda em poupar Johnny no momento, dizendo que o Quarteto Fantástico pode ser útil contra os Skrulls.
- Os Kree aparecem em The Avengers: Earth's Mightiest Heroes. Os Kree apresentados são Mar-Vell, Yon-Rogg, Ronan, o Acusador, Kalum Lo e a Inteligência Suprema.

- Os Krees apareceram também em três temporadas da série Agents of S.H.I.E.L.D, em que na primeira temporada, um Kree foi usado em um experimento secreto com o objetivo de ressuscitar os Vingadores, que acabou sendo usado para salvar a vida de Phil Coulson de seu ferimento pelo cetro do Loki antes da batalha de Nova York, também apareceu na segunda temporada, em que um Kree vem ilegalmente à Terra, que alerta os seres humanos de uma nova ameaça, Os Inumanos. Na quinta temporada aparecem como inimigos, 97 anos no futuro, escravizando o que sobrou da humanidade após o planeta Terra ter sido destruído.

### Filmes
- Os Kree são apresentados no filme Guardiões da Galáxia de 2014. Ronan, O Acusador (Lee Pace) e Korath, o Perseguidor (Djimon Hounsou), são os únicos indivíduos notáveis de Kree que aparecem no filme. É dito que o Império Kree acaba de assinar um tratado de paz com a Tropa Nova de Xandar, terminando assim uma guerra de séculos entre as duas raças. Este tratado leva o radical Ronan a empreender uma campanha renegada de genocídio contra todos os xandarianos. Para a frustração da Tropa Nova, o embaixador Kree (Tomas Arana) diz a Irani Rael (Glenn Close) que o Império Kree se recusa a parar a matança de Ronan e que sua trama não é uma preocupação deles.
- Os Kree estão presentes no filme Capitã Marvel.